# Ignacij Hladnik
Ignacij Hladnik, slovenski skladatelj in orglar, * 25. september 1865, Križe (pri Tržiču), † 19. marec 1932, Novo mesto.
Hladnik je bil učenec orglarske šole v Ljubljani. V Novem mestu je bil zborovodja Kapiteljske cerkve in učitelj petja v gimnaziji. Skladal je romantično glasbo, privzel pa je tudi (tedaj) sodobne kompozicijske tehnike. Med drugim je avtor znane cerkvene hvalnice Marija skoz' življenje.
Po njem se danes imenujeta Hladnikova ulica v Novem mestu in Hladnikova ulica v njegovih rodnih Križah.

## Glasbena dela
- Balada za violončelo in klavir
- Skladbe za klavir
- Fantazija za orgle po motivih slovenskih narodnih pesmi
- Samospevi (glas in klavir)
- Maše
  - Missa pro defunctis (maša za umrle oz. rekvijem)
  - Missa Lætentur coeli
  - Missa S. Rosarii
  - Missa solemnis, za mešani zbor in orkester
  - Missa Salve regina, za mešani zbor in orkester
  - Jugoslovanska maša (v latinščini)
- slovenske cerkvene pesmi
  - Marija skoz življenje
- psalmi